# Londra nel XVIII secolo

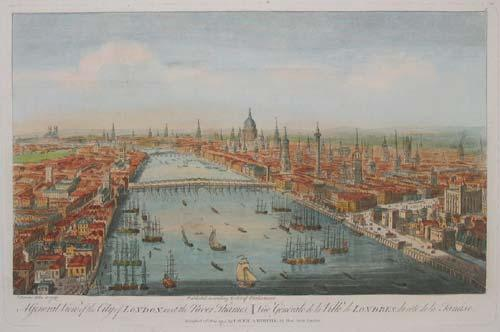
Una veduta di Londra da est nel 1751.

Il XVIII secolo fu un periodo di rapida crescita per Londra, che rifletteva l'aumento della popolazione nazionale, i primi moti della rivoluzione industriale e il ruolo di Londra al centro dell'evoluzione dell'Impero britannico. Entro la fine del secolo vivevano a Londra quasi un milione di persone, circa un decimo della popolazione della Gran Bretagna. Nel 1715, la popolazione di Londra raggiunse circa 630 000 persone, ovvero equivalente a quella della città più grande d'Europa fino a quel momento, Parigi. Nel giro di pochi anni Londra stessa divenne la città più grande d'Europa, raggiungendo 750 000 abitanti entro il 1760 e 1 milione entro la fine del secolo.

## Estensione e popolazione
La crescita di Londra nel XVIII secolo fu segnata soprattutto dallo spostamento verso ovest della popolazione lontano dalla City di Londra. Westminster venne sviluppata in modo intensivo, con nuovi distretti come Mayfair che ospitavano le famiglie aristocratiche più ricche della Gran Bretagna. A nord di Oxford Street, l'edificio di Cavendish Square, nel 1717 nella tenuta di Lord Harley, inaugurò lo sviluppo della metà orientale di Marylebone, mentre la Portman Estate, che occupava la metà occidentale di Marylebone, iniziò il proprio programma di costruzione nel 1750 con la concessione di locazioni commerciali, seguita dall'inizio della costruzione su Portman Square nel 1764. L'area più esclusiva, Mayfair, venne intensamente edificata con lussuose case a schiera su un'area occupata da sette diverse tenute: quelle di Grosvenor, Burlington, Berkeley, Curzon, Milfield, Conduit Mead e Albemarle Ground. La tenuta di Grosvenor, nell'angolo nord-ovest tra Oxford Street e Park Lane, era il più consistente appezzamento di terreno privato, caratterizzato da un'ordinata rete di strade costruite intorno a Grosvenor Square all'inizio degli anni '20 del Settecento. Nel 1738 "quasi l'intero spazio tra Piccadilly e Oxford Street era coperto di edifici fino a Tyburn Lane [Park Lane], tranne che nell'angolo sud-occidentale di Berkeley Square e Mayfair".
Anche i villaggi rurali che circondavano Westminster e la City crebbero di popolazione e furono gradualmente incorporati nella metropoli: aree come Bethnal Green e Shadwell a est, o Paddington e St Pancras a nord-ovest. Nel 1750 il topografo londinese John Noorthouck riteneva che Londra fosse composta da 46 ex villaggi, due città (Westminster e la City di Londra vera e propria) e un distretto (Southwark). Westminster aveva una popolazione di 162 077 abitanti, la City 116 755 e Southwark 61 169.

## Edifici urbani
Per far fronte alla rapida crescita della popolazione, il Parlamento promulgò una legislazione edilizia e avviò importanti progetti infrastrutturali. La New Road che correva tra Paddington e Islington fu costruita a partire dal 1756. Intesa come una strada pedonale su cui il bestiame poteva essere condotto allo Smithfield Market senza incontrare la rete stradale congestionata della città più a sud, con la sua larghezza di 18 metri la New Road fu la prima tangenziale di Londra e negli anni a seguire servì da confine settentrionale informale per Londra. Con il completamento del ponte di Westminster, nel 1750, Londra ottenne un secondo passaggio via terra tanto necessario nel South Bank. Nel 1761 le sette antiche porte che racchiudevano la City di Londra furono rimosse per migliorare la circolazione del traffico, così come il fitto dedalo di abitazioni sul London Bridge, che rappresentavano un pericolo di incendio perenne.
La legislazione fondamentale includeva il Westminster Paving Act del 1765, che richiedeva che le strade fossero dotate di marciapiedi, drenaggio e illuminazione. Il successo della legislazione ispirò il London Paving and Lighting Act del 1766, che estendeva le stesse disposizioni a tutta la città e richiedeva che le case fossero numerate e strade e marciapiedi puliti e spazzati regolarmente. L'illuminazione stradale era più ampia che in qualsiasi altra città in Europa, cosa che stupì i visitatori stranieri nella capitale alla fine del XVIII secolo. L'unico atto legislativo di maggior impatto per l'aspetto estetico della capitale fu il Building Act del 1777, che stabilì i requisiti di costruzione per nuove abitazioni e cercò di eliminare la costruzione di edifici scadenti. Gli alloggi erano divisi in quattro "tariffe" basate sugli affitti fondiari, con ciascuna delle tariffe accordate ai propri rigidi codici edilizi. Il Building Act spiega la notevole uniformità delle abitazioni a schiera e delle piazze georgiane a Londra costruite nei decenni successivi, che critici come John Summerson hanno criticato per la loro "monotonia inesprimibile".
Nel 1708 fu completato il capolavoro di Christopher Wren, la Cattedrale di St. Paul nel giorno del suo compleanno. Il primo servizio si era tenuto il 2 dicembre 1697, più di 10 anni prima. Questa cattedrale sostituì l'originale St. Paul, che era stata completamente distrutta dal Grande incendio di Londra. 

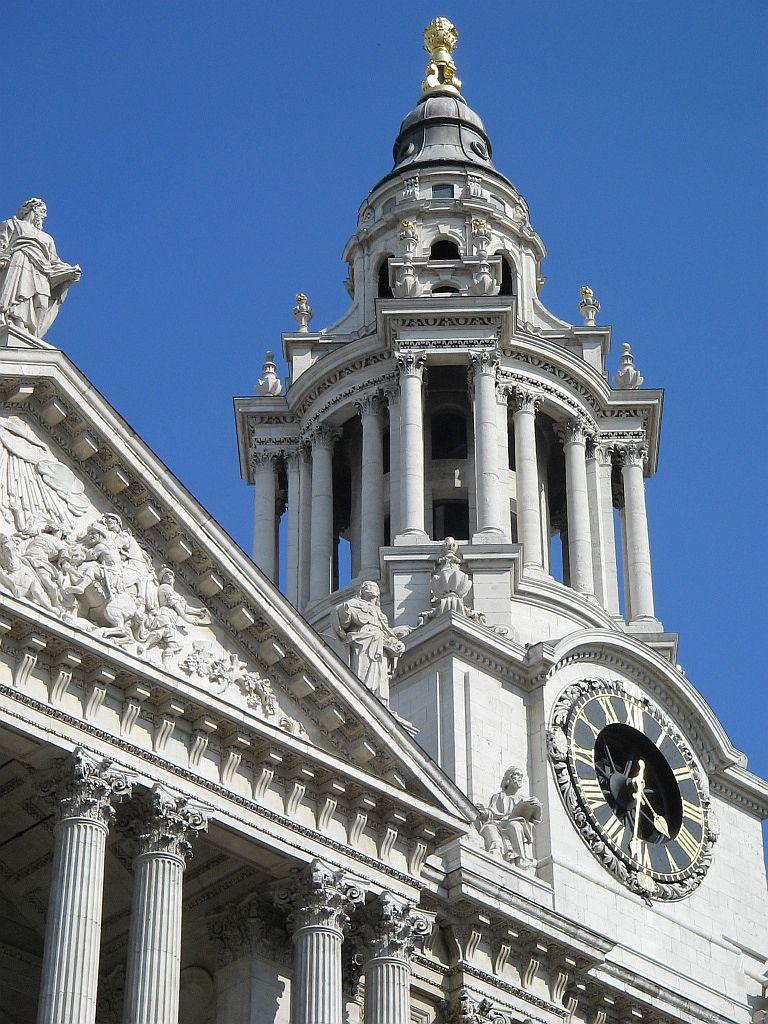
La Torre dell'Orologio della Cattedrale di St. Paul di Wren.

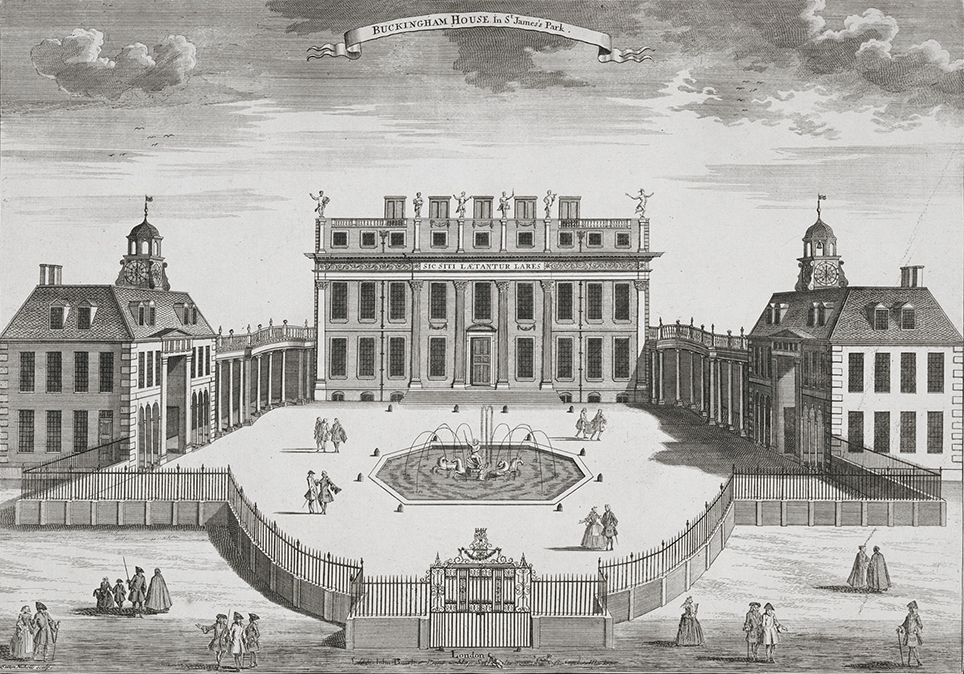
Buckingham Palace come appariva all'inizio del XVIII secolo.

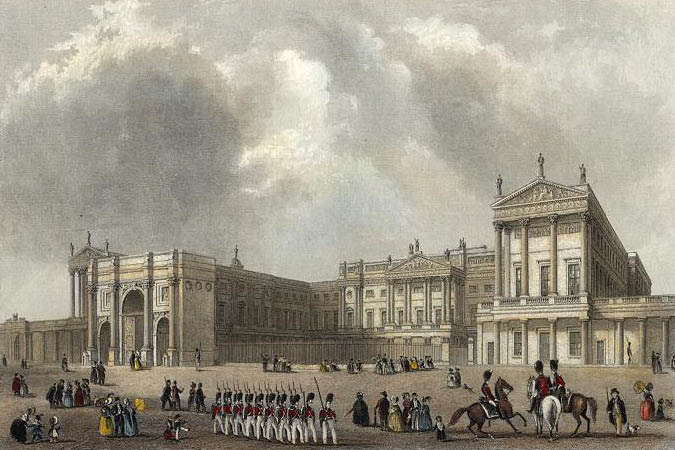
Buckingham Palace un secolo dopo, ampliato da John Nash.

Un fenomeno della Londra del XVIII secolo fu la caffetteria, che divenne un luogo popolare per dibattere le idee. La crescente alfabetizzazione e lo sviluppo della stampa fecero sì che le notizie diventassero ampiamente disponibili. Fleet Street divenne il centro dell'embrionale stampa britannica nel corso del secolo.
Nel 1749 vennero istituiti i Bow Street Runners come forza di polizia professionistica, mentre dal 1798 una forza di polizia marina affrontò la criminalità nelle banchine e nel porto di Londra. Le pene per i reati erano dure, e la pena di morte veniva applicata per reati abbastanza lievi. Le impiccagioni pubbliche erano comuni ed erano eventi pubblici popolari.
Nel 1780, Londra fu scossa dalle Sommosse di Gordon, una rivolta dei protestanti contro l'emancipazione cattolica romana guidata da Lord George Gordon. Vennero causati gravi danni alle chiese e alle case cattoliche e 285 rivoltosi vennero uccisi.